# Tongdian
Le Tongdian (chinois : 通典 ; Wade : T'ung-tien ; litt. « Institutions complètes ») est un texte chinois d'histoire et d'encyclopédie institutionnelle. Bien qu'il couvre une panoplie de sujets sur une période allant de la plus haute Antiquité à l’année 756, un quart du livre est consacré à la Dynastie Tang. Ce livre a été écrit par le Chancelier Du You entre 766 à 801, soit une période à cheval sur les règnes des empereurs Tang Daizong et Tang Dezong. Il se compose de 200 volumes et contient environ 1,7 million de mots. Il est parfois considéré comme le texte contemporain le plus représentatif de la dynastie Tang.
Du You avait été impressionné par le Zhengdian, une œuvre en 35 volumes rédigée par Liu Zhi sous le règne de l'empereur Tang Xuanzong, qui est un recueil de philosophies, rites et principes de gouvernance. Cependant, Du considère que le Zhengdian est incomplet et décide de développer les thèmes couverts par ce livre en y ajoutant des écrits sur les rites, la musique et les écrits existants, ce jusqu'à l'époque de l'empereur Xuanzong, dans une œuvre en 200 volumes. Pour atteindre l'objectif qu'il s'est fixé, Du You incorpore dans son livre des éléments provenant de différentes sources, notamment un livre écrit par son neveu Du Huan, qui a été capturé en 751, lors de la célèbre bataille de Talas entre les Tang et les Arabes, et qui n'est rentré en Chine que dix ans plus tard.
En 801, alors qu'il est encore à Huainan, il fait porter l'œuvre à Chang'an, la capitale des Tang, par ses subordonnés, afin de l'offrir à l'empereur Tang Dezong. Ce dernier fait publier un édit louant grandement le travail. L'ouvrage devient populaire et également une source clé d'information sur les rites, la musique, le droit pénal et la gouvernance pour les gens de l'époque. Il a été dit qu'il était si détaillé, que les connaissances des mille dernières années devenaient facilement accessibles. Par la suite, le Tongdian devint un modèle pour les travaux des lettrés Zheng Qiao et Ma Duanlin, qui vécurent  siècles plus tard.
Robert G. Hoyland rapporte que la première version du Tongdian était une "histoire des institutions humaines des temps les plus reculés jusqu'au règne de l'empereur Tang Xuanzong ", et qu'elle a ensuite été révisée au fur et à mesure de l'évolution de l'écriture de l'ouvrage. Il intègre des parties du Zhengdian de Liu Zhi et du Grand Règlement Tang des Rituels de l’ère Kaiyuan, qui a été compilé en 732 par Xiao Song et d' autres auteurs. Si le Tongdian n'a jamais été inclus dans le canon des Vingt-Quatre histoires, il est cependant abondamment cité dans plusieurs livres, à commencer par l'Ancien Livre des Tang.

## Contenu
1. 貨 典 Aliments et produits de base
2. 選舉 典 Examen et avancement
3. 典 Postes au sein du gouvernement
4. 典 Rites
5. 樂 典 Musique
6. 兵 典 Militaire
7. 典 Droit pénal
8. 州郡 典 Administration locale
9. 典 Défense des frontières